# Vacchi-Piedmont-Gletscher
Der Vacci-Piedmont-Gletscher ist ein Vorlandgletscher an der Scott-Küste des ostantarktischen Viktorialands. Er liegt zwischen dem Shield Nunatak und dem Oscar Point und endet in der Silverfish Bay.
Das New Zealand Geographic Board benannte ihn 2006 nach dem Meeresforscher Marino Vacchi, der ab 1987 am italienischen Antarktisprogramm beteiligt war und ab 1990 der Kommission zur Erhaltung der lebenden Meeresschätze der Antarktis angehört hatte. 